# Дорогой Джон (роман)
«Дорогой Джон» (англ. Dear John) — двенадцатый по счёту роман Николаса Спаркса, опубликованный в 2006 году. В том же году вошёл в список бестселлеров по версии Publishers Weekly. В 2010 году книга вновь оказалась на пике популярности, затмив опубликованную в 2009 году «Тихую гавань». Повторный ажиотаж появился после выхода экранизации с Ченнингом Татумом и Амандой Сейфрид в главных ролях.

## Сюжет
Джон Тайри — родился в 1977 году в городе Уилмингтон, Северная Каролина. Воспитывал его отец в одиночку, а мать Джон никогда в жизни не видел, она ушла, когда ему ещё не было года. С отцом они были такими разными, насколько это только возможно, и поэтому не особо ладили. Мистер Тайри — страстный нумизмат, перенявший хобби у своего отца. Какое-то время Джон помогал отцу в его хобби: они ездили вместе покупать монеты, и разговаривали только о них. Как только Джон перенес страсть к монетам, они поняли, что им больше не о чем разговаривать. В старших классах Джон начал прогуливать занятия, курить и драться — бывший спортсмен вступил в компанию к ребятам, которым было на все плевать. Он еле окончил школу.
Джон Тайри вынужден заниматься низкооплачиваемой работой, с которой его часто увольняют, единственное, что его живо интересует — это серфинг и посиделки в баре «Лерой», где он и встречает тех самых школьных друзей, разделяющих его участь. Джон постоянно знакомится с разными девицами, лишь связь с девушкой по имени Люси продолжается больше двух месяцев. Но вскоре она бросает его, сказав, что у них разные цели и что он «способен на многое, но по какой-то причине его устраивает тупо дрейфовать…». Вскоре она улетает. Примерно через год Джон звонит ей, и из разговора узнаёт, что у неё скоро будет свадьба. Эта новость задевает его сильнее, чем он ожидал. После, придя в бар, Джон берёт пиво и отправляется на пляж, где впервые задумывается, что делать дальше. В этот момент мимо пробегают два морских пехотинца. Этот вечер и становится началом его новой жизни. Он поступает на службу в Силы специального назначения.
За три года службы в армии Джон возмужал и сильно изменил отношение к жизни. В очередной раз получив отпуск, он отправился домой, где его встретил отец. Они приехали домой, поужинали и он отправился на пляж. Там Джон и встретил Саванну.
Саванна Линн Кертис — родилась в 1979 году, студентка колледжа, она умна и красива. Родом из Ленуара, она выросла на семейном ранчо. Она была примерной ученицей — не состояла в студенческих клубах, не пила и не курила. Пока сверстники во время каникул прожигали дни на вечеринках и развлечениях разного рода, Саванна уже с шестнадцати лет каждое лето занималась волонтерством в группе, которую основал её лучший друг Тим Уэддон. Они набирали добровольцев из студентов и строили дома для бедных семей. Так они попали на пляж Уилмингтона, где она встретила Джона. Когда на пирсе один из друзей Саванны роняет её сумку в воду, Джон, стоящий неподалеку, прыгает с пирса и достает сумку со дна. Так и началась история их любви.
Дни бегут и отпуск подошёл к концу. Настал момент, когда Джону нужно вернуться на службу в Германию. За эти две недели пока они были вместе многое произошло, Саванна обещала ждать и писать ему письма. Так всё и случилось. Служба, караулы, командировки и только письма грели душу сержанта. Каждое новое письмо Саванна начинала словами «Дорогой Джон…», и главный герой продолжал страстно любить Саванну и мечтал скорее её увидеть. Его служба шла день за днем, возвращение домой и к своей возлюбленной было совсем рядом, но после атаки террористов 11 сентября 2001 года Джон принял решение продлить службу ещё на два года. Узнав об этом Саванна была очень огорчена, а после Джон и вовсе перестал получать от неё письма…
Постоянные военные операции в горячих точках давно вошли в привычку, он принимает участие во многих миссиях в Ираке и Афганистане. Однажды, раздавая почту, Джон получил долгожданный конверт. Саванна написала, что нашла другого и выходит за него замуж. Джон сжег все её письма и поклялся, что не вернётся на родину больше никогда.
Спустя несколько лет, получив известие о том, что у отца был инсульт, Джон вернулся домой. Последние дни он был рядом с ним, отец вскоре умирает. После Джон встретился с Саванной, к его удивлению её женихом стал не кто иной, как Тим. Оказалось, что его родители погибли, Тим и его  больной аутизмом брат Алан остались одни, и Саванна, помогая им, приняла очень тяжелое для всех героев романа решение.